# Louis-Joseph d'Herbomez
Mgr Louis-Joseph d'Herbomez (1822-1890) est un ecclésiastique français qui fut vicaire apostolique de la Colombie-Britannique de 1863 à 1890.

## Biographie
Né le 17 janvier 1822 à Brillon (France), il est ordonné le 14 octobre 1849 et devient missionnaire de l'Oregon en 1859, puis fondateur de la maison provinciale de la congrégation des Oblats de Marie-Immaculée, sur l'île de Vancouver.
Préconisé (en) par Pie IX, évêque de Miletopolis (de), in partibus, et vicaire apostolique de la Colombie-Britannique (aujourd'hui archidiocèse de Vancouver) le 22 décembre 1863, il est consacré sous ce titre le 9 octobre 1864, dans la cathédrale de Victoria, par Mgr l'archevêque d'Oregon. Il meurt à New Westminster le 3 juin 1890. Il a pour successeur l'évêque Pierre-Paul Durieu.